# Estación Escritos
Escritos es una estación de ferrocarril que se halla dentro de la comuna de Arica, Chile y que pertenece al Ferrocarril Tacna-Arica. El sector donde se ubica es en las cercanías de la Quebrada de Escritos, cercana a la frontera entre Chile y Perú.

## Historia
Si bien la vía en la que se encuentra la estación fue inaugurada en 1856, no existen registros de esta durante el siglo XIX. Si bien Álvaro Titus la menciona en 1909, José Olayo López en 1910 no consigna la estación, y Santiago Marín Vicuña en 1916 sí la incluye en su listado de estaciones ferroviarias, así como también aparece en mapas de 1929.
Posteriormente la estación dejaría de servir como detención del ferrocarril, existiendo aun la construcción que la albergaba.
La Quebrada Escritos fue un peligroso campo minado desde finales de los años 70 (del siglo XX), con minas antipersonales y antitanque. Se han realizado varias campañas de desminado.